# Melaniparus fringillinus
Melaniparus fringillinus é uma espécie de ave da família Paridae.
Pode ser encontrada nos seguintes países: Quénia e Tanzânia.
Os seus habitats naturais são: savanas áridas.